# Evangelische Kirche (Willmars)

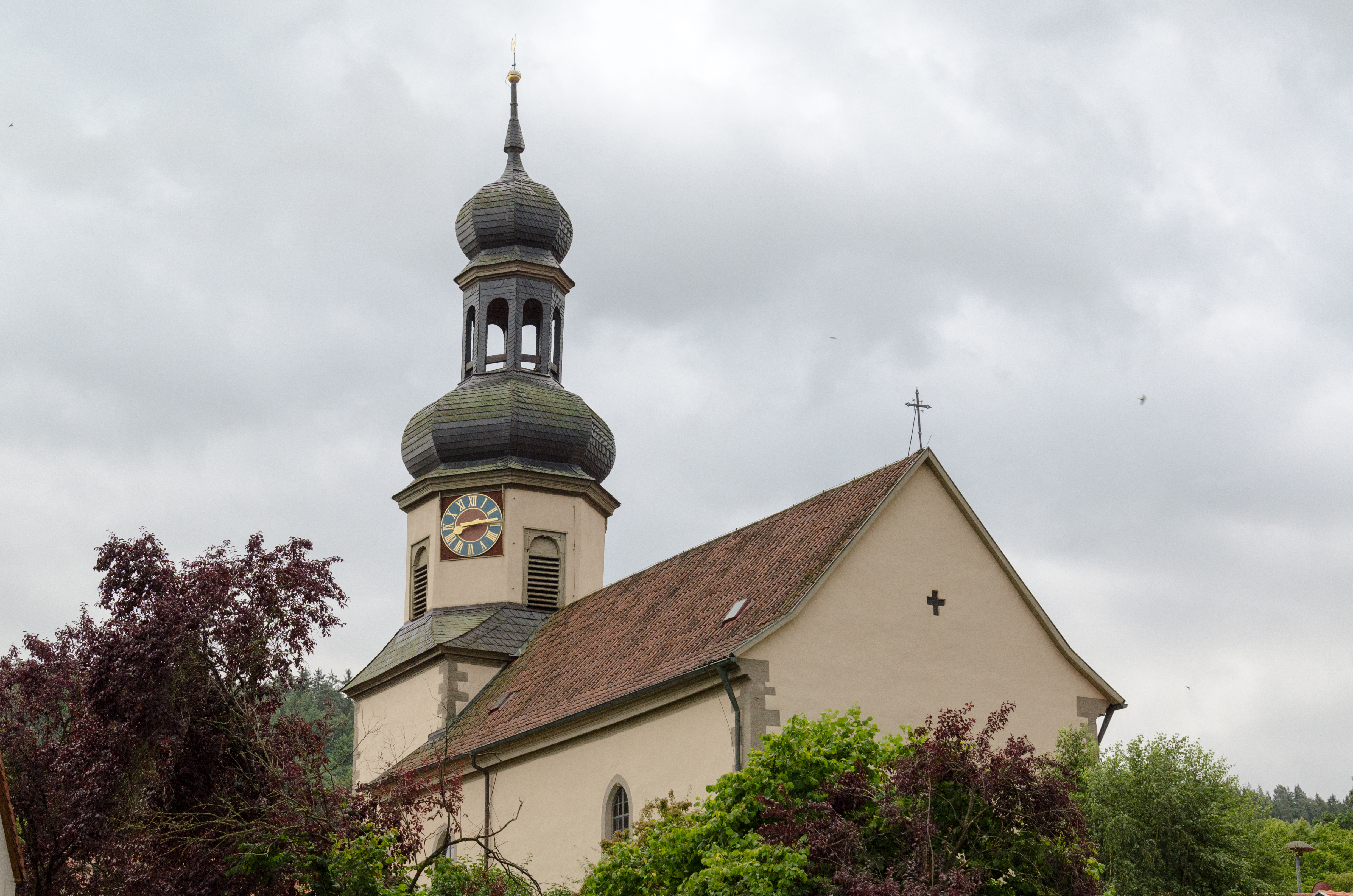
Die Kirche in Willmars

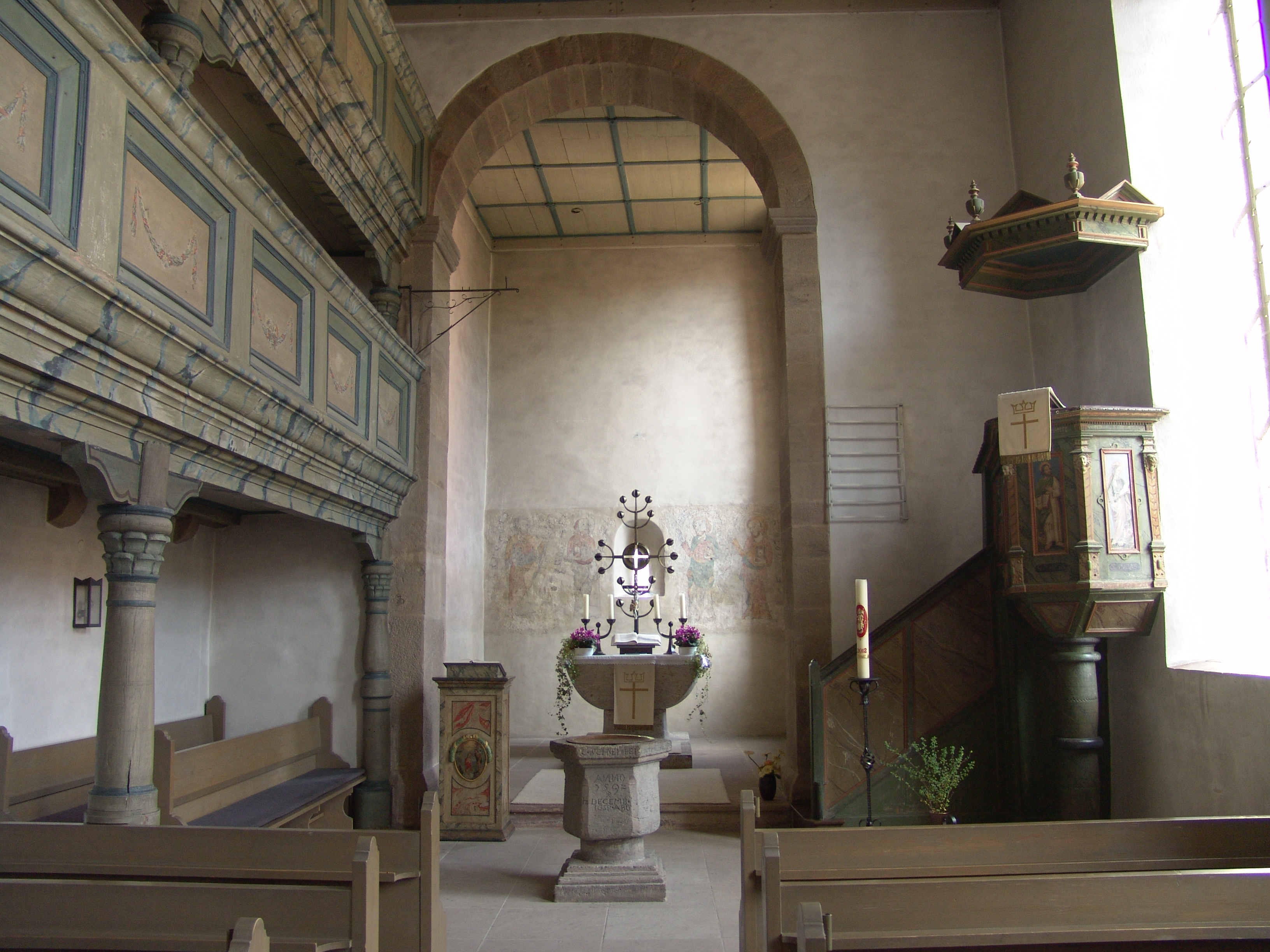
Innenaufnahme der Kirche

Die Evangelische Kirche von Willmars ist eine Dorfkirche im unterfränkischen Landkreis Rhön-Grabfeld. Die Kirche gehört zu den Baudenkmälern von Willmars und ist unter der Nummer D-6-73-182-1 in der Bayerischen Denkmalliste registriert. Willmars ist ein Teil der Pfarrei Willmars-Filke im Dekanat Bad Neustadt an der Saale.

## Geschichte
Der Unterbau des Kirchturms ist romanisch. Das Langhaus entstand im Jahr 1705.

## Beschreibung
Der Kirchturm steht als Chorturm im Osten. Er hat ein achteckiges Obergeschoss und eine welsche Haube mit Laterne. Das Langhaus mit Satteldach hat im Unterschied zum Chor spitzbogige Fenster.

## Ausstattung
Die Kanzel wurde um das Jahr 1670 angefertigt. Der Taufstein datiert 1592. Die Empore im Langhaus befindet sich an der westlichen und der nördliche Wand. Die Orgel ist an der westlichen Wand aufgestellt.